# Antonín Jánošík

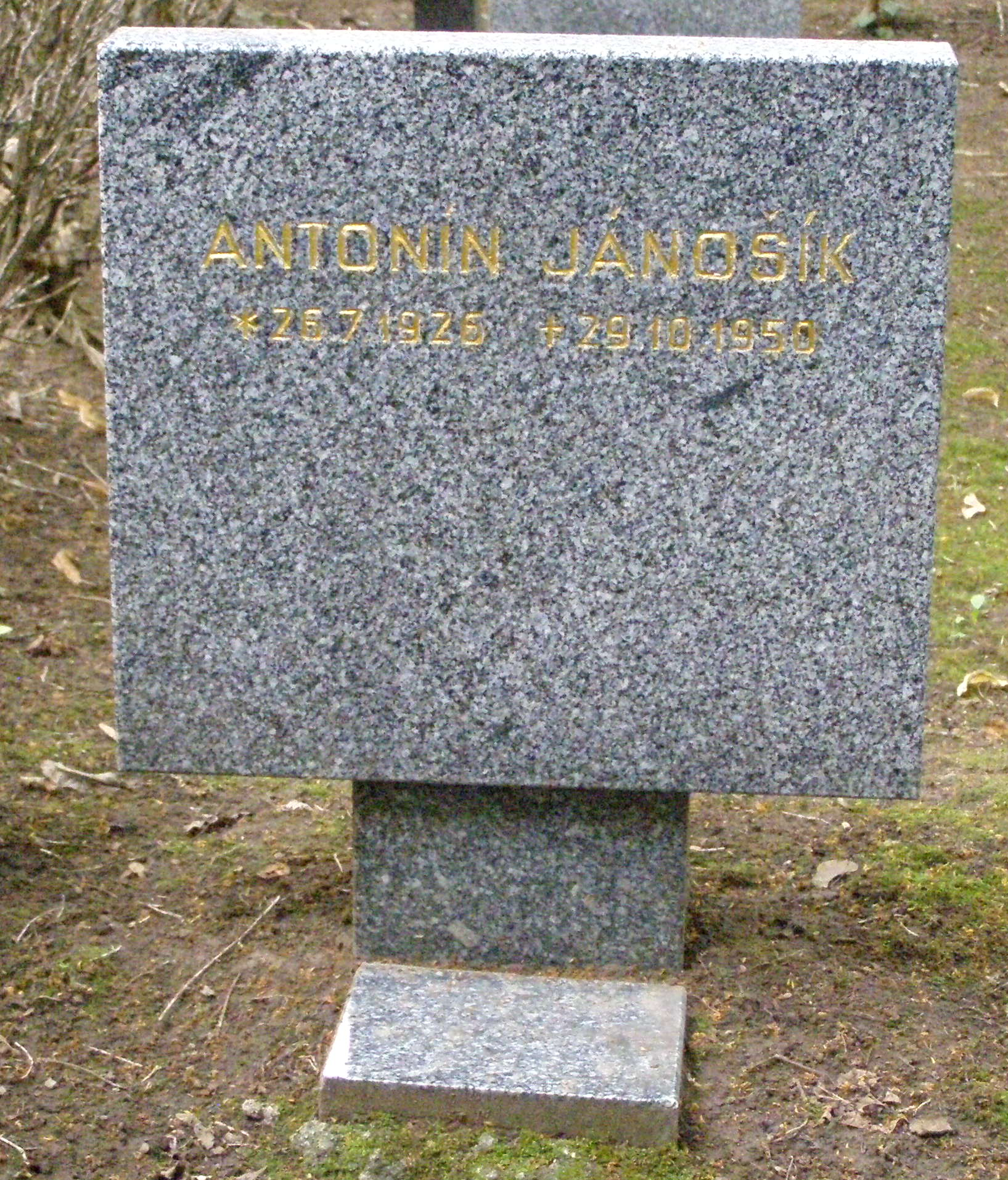
Symbolický hrob na Čestném pohřebišti popravených a umučených z padesátých let (III. odboj) na Ďáblickém hřbitově v Praze

Antonín Jánošík (26. července 1926 Lidečko – 24. října 1950 Uherské Hradiště) byl český dělník a protikomunistický odbojář odsouzený v politickém procesu komunistickým režimem k trestu smrti a v roce 1950 popraven.

## Životopis
Narodil se v roce 1926 v Lidečku rodičům Antonínovi a Anně. V mládí absolvoval nejprve obecnou a posléze také měšťanskou školu. Zároveň v Lidečku pomáhal svým rodičům na jejich rodinném hospodářství. Měl dvě sestry, Annu a Františku.

### Druhá světová válka
Na konci druhé světové války se zapojil do protinacistického odboje a stal se partyzánem.

### Po únoru 1948
Po komunistickém převratu v únoru 1948 se rozhodl Československo opustit. V červenci 1948 tak skutečně učinil, přičemž po překročení hranice poté prošel několika uprchlickými tábory v západoněmeckém Bavorsku. Již v září 1948 se ovšem do Československa vrátil, tentokrát však již jako agent chodec instruovaný mj. Josefem Vávrou-Staříkem. Po svém příchodu do země začal v říjnu 1948 spolupracovat s Rudolfem Lenhardem. Jánošík se pak zapojil do pobočky odbojové organizace Světlana působící na Valašsku. Tou dobou pobýval v opuštěné chatě v obci Střelná. V rámci své činnosti byl poté vedením odbojové skupiny instruován k rozšíření aktivit skupiny na Slovensko, v této činnosti se mu ale příliš nedařilo.

#### Zatčení a poprava
Státní bezpečnost ovšem činnost skupiny odhalila a v březnu 1949 začala členy skupiny zatýkat. Jánošík byl zatčen v dubnu 1949, nicméně během zatýkání se usilovně bránil a příslušníkům StB hrozil odpálením granátu ve své ruce či použitím střelné zbraně. Vyšetřovatelům se ale nakonec podařilo Jánošíka zatknout. Poté byl Jánošík podroben brutálním výslechům a začal se připravovat na útěk z vězení v Uherském Hradišti, kde byl držen. Ten však nikdy neuskutečnil, neboť se o plánu na útěk vyšetřovatelé dozvěděli. V dubnu 1950 byl v politickém procesu konaném v Gottwaldově za trestné činy velezrady a vyzvědačství odsouzen k trestu smrti, doživotní ztrátě občanských práv, ztrátě veškerého majetku a tučné pokutě v řádech desítek tisíc Kčs. Proti verdiktu se ještě odvolal, odvolání ovšem v červnu 1950 zamítl Nejvyšší soud. Popraven byl společně s Lenhardem a Františkem Manou v říjnu 1950.